# Метлок (телесеріал)
«Метлок» (англ. Matlock) — американський драматичний телесеріал, прем'єра якого запланована на 22 вересня 2024 року, перш ніж його прем'єра відбудеться 17 жовтня на CBS. Шоу розробила Дженні Снайдер Урман. Це перезапуск оригінального телесеріалу «Метлок», у якому знявся Енді Гріффіт.
22 жовтня 2024 року телесеріал було продовжено на другий сезон.

## Актори та персонажі
| Актор           | Роль          |
| --------------- | ------------- |
| Кеті Бейтс      | Медлін Метлок |
| Скай П. Маршалл | Олімпія       |
| Джейсон Ріттер  | Джуліан       |
| Девід Дель Ріо  | Біллі         |
| Леа Льюїс       | Сара          |

### Повторюваний склад
| Актор        | Роль   |
| ------------ | ------ |
| Андреа Лондо | Сімона |

## Список епізодів
| № серії | Назва серії | Режисер(и) | Сценарист(и)         | Оригінальна дата показу | Глядачів U.S. (млн) | Rating/share (18-49) |
| ------- | ----------- | ---------- | -------------------- | ----------------------- | ------------------- | -------------------- |
| 1       | «Пілот»     | Кет Койро  | Дженні Шнайдер Урман | 22 вересня 2024         | Буде визначено      | Буде оголошено       |

## Виробництво
31 січня 2023 року було оголошено, що розробляється ремейк Метлока, і Дженні Снайдер Урман підписала контракт на написання пілотного епізоду для трансляції на CBS. Очікується, що Урман стане виконавчим продюсером разом із Джоанною Кляйн, Еріком Крістіаном Олсеном і Кеті Бейтс. 9 травня 2023 року ремейк Метлока отримав замовлення на перший сезон. Джон Вілл і Кет Койро були додані в якості виконавчих продюсерів. Койро також керував пілотом. Виробничими компаніями, залученими до серіалу, є Sutton Street, Cloud Nine і CBS Studios. Метлок було перенесено на сезон 2024—2025 через затримки виробництва, пов'язані зі страйком.

### Кастинг
Після оголошення про пілотне замовлення Бейтс отримала головну роль. Скай П. Маршалл, Джейсон Ріттер, Девід Дель Ріо та Леа Льюїс приєдналися до головного акторського складу після оголошення замовлення серіалу. 20 серпня 2024 року Андреа Лондо була обрана на повторювану роль.
Бейтс сказала, що Метлок буде її останньою роллю перед виходом на пенсію.